# Lemar
Lemar Obika, występujący głównie jako Lemar (ur. 4 kwietnia 1978 w Londynie) – brytyjski piosenkarz.

## Życiorys
Urodził się w Tottenham. Jego rodzice byli Nigeryjczykami. W dzieciństwie słuchał muzyki R&B, razem z bratem śpiewali w domu, naśladując zespół The Jacksons.
W wieku osiemnastu lat zagrał swój pierwszy koncert w "Junior Jam" w Temple, wspierając Ushera. Przerwał studia farmaceutyczne na Cardiff University, by rozwijać karierę muzyczną. Odniosił skromne sukcesy, wspierając wokalnie Destiny's Child. Po rozstaniu się z girls bandem wydał swój debiutancki singel "Got me saying Ooh". Kiedy jego kontrakt został rozwiązany, zaczął pracę jako menedżer w firmie NatWest w Enfield w północnym Londynie.
W 2002 roku wziął udział w pierwszej edycji programu BBC One Fame Academy. Dotarł do finału, w którym zajął trzecie miejsce. Po udziale w talent show podpisał pięcioletni kontrakt płytowy z wytwórnią Sony Music. Niedługo potem wydał swój drugi singiel „Dance (with U)”, który dotarł do drugiego miejsca brytyjskiej listy przebojów. W 2003 roku wydał debiutancki album studyjny, zatytułowany Dedicated.
W lutym 2004 roku otrzymał statuetkę na gali Brit Awards za wygraną w kategorii „Najlepszy brytyjski wykonawca miejski”. W listopadzie zaprezentował singiel „If There’s Any Justice”, zwiastujący jego drugi album studyjny. Singiel osiągnął sukces komercyjny, stając się jednym z najpopularniejszych utworów w dorobku Lemara. Płyta, zatytułowana Time to Grow, ukazała się 29 listopada. Pozostałymi singlami promującymi album były utwory „Time to Grow” i „Don’t Give It Up”.
W lutym 2006 roku po raz drugi został nagrodzony na gali Brit Awards za wygraną w kategorii „Najlepszy brytyjski wykonawca miejski”. 11 września wydał swój trzeci album studyjny, zatytułowany The Truth About Love, który dotarł do trzeciego miejsca najczęściej kupowanych płyt w Wielkiej Brytanii.
24 listopada 2008 roku zaprezentował czwarty album, zatytułowany The Reason. Piąta płyta studyjna, zatytułowana Invincible, ukazała się 8 października 2012 roku.
9 października 2015 roku wydał szósty krążek studyjny, zatytułowany The Letter. Od 7 stycznia 2018 roku będzie uczestniczył w dziesiątej edycji programu ITV Dancing on Ice. Jego partnerką taneczną będzie Melody Le Moal.

## Dyskografia

### Albumy
| Rok  | Tytuł                                                                                    | Kraj | Kraj | Kraj |
| Rok  | Tytuł                                                                                    | UK   | SWI  | IRE  |
| ---- | ---------------------------------------------------------------------------------------- | ---- | ---- | ---- |
| 2003 | Dedicated - Pierwszy album studyjny - Wydany: 24 listopada 2003 - Wytwórnia: RCA         | 16   | 54   | —    |
| 2004 | Time to Grow - Drugi album studyjny - Wydany: 29 listopada 2004 - Wytwórnia: RCA         | 8    | 38   | 38   |
| 2006 | The Truth About Love - Trzeci album studyjny - Wydany: 11 września 2006 - Wytwórnia: RCA | 3    | 87   | 22   |
| 2008 | The Reason - Czwarty album studyjny - Wydany: 24 listopada 2008 - Wytwórnia: Epic        | 41   | —    | —    |
| 2010 | The Hits - Kompilacja - Wydany: 8 marca 2010 - Wytwórnia: Epic                           | —    | —    | —    |

### Single
| Rok               | Tytuł                                      | Pozycje | Pozycje | Pozycje | Pozycje | Pozycje | Album                |
| Rok               | Tytuł                                      | UK      | UK DL   | NZ      | AU      | IRE     | Album                |
| ----------------- | ------------------------------------------ | ------- | ------- | ------- | ------- | ------- | -------------------- |
| 2001              | "Got Me Saying Ooh"                        | —       | —       | —       | —       | —       | Single-only release  |
| 2003              | "Dance (With U)"                           | 2       | —       | 6       | 43      | 31      | Dedicated            |
| 2003              | "50/50" / "Lullaby"                        | 5       | —       | —       | —       | 49      | Dedicated            |
| 2004              | "Another Day"                              | 9       | —       | —       | —       | 44      | Dedicated            |
| 2004              | "If There's Any Justice"                   | 3       | —       | 21      | —       | 19      | Time to Grow         |
| 2005              | "Time to Grow"                             | 9       | —       | —       | —       | 13      | Time to Grow         |
| 2005              | "Don't Give It Up"                         | 21      | —       | —       | —       | 30      | Time to Grow         |
| 2006              | "It's Not That Easy"                       | 7       | 27      | —       | —       | 34      | The Truth About Love |
| 2006              | "Someone Should Tell You"                  | 21      | 23      | —       | —       | —       | The Truth About Love |
| 2007              | "Tick Tock"                                | 45      | —       | —       | —       | —       | The Truth About Love |
| 2008              | "If She Knew"                              | 14      | —       | —       | —       | —       | The Reason           |
| 2009              | "Weight of the World"                      | 31      | —       | —       | —       | —       | The Reason           |
| Z innym wykonawcą |                                            |         |         |         |         |         |                      |
| 2008              | "Saturday Night Hustle" (Sway feat. Lemar) | 67      | —       | —       | —       | —       | The Signature LP     |